# Rafetus
Genre
Synonymes
- Oscaria Gray, 1873
- Yuen Heude, 1880

Rafetus est un genre de tortues de la famille des Trionychidae.

## Répartition
Les deux espèces de ce genre se rencontrent en Asie.

## Liste des espèces
Selon TFTSG (30 juin 2011) :
- Rafetus euphraticus (Daudin, 1801)
- Rafetus swinhoei (Gray, 1873)

## Publication originale
- Gray, 1864 : Revision of the species of Trionychidae found in Asia and Africa, with the descriptions of some new species. Proceedings of the Zoological Society of London, vol. 1864, p. 76–98 (texte intégral).